# Élections législatives de 1967 dans la Creuse
Les élections législatives françaises de 1967 se déroulent les 5 et 12 mars 1967.  Dans le département de la Creuse, deux députés sont à élire dans le cadre de deux circonscriptions.

## Élus
| Circonscription | Député sortant         | Parti | Parti | Député élu ou réélu    | Parti | Parti       |
| --------------- | ---------------------- | ----- | ----- | ---------------------- | ----- | ----------- |
| 1re             | Olivier de Pierrebourg |       | Rad   | Olivier de Pierrebourg |       | Radical     |
| 2e              | André Chandernagor     |       | SFIO  | André Chandernagor     |       | SFIO (FGDS) |

## Résultats

### Résultats à l'échelle du département
| Parti          | Parti                                           | Premier tour | Premier tour | Second tour | Second tour | Sièges |
| Parti          | Parti                                           | Voix         | %            | Voix        | %           | Sièges |
| -------------- | ----------------------------------------------- | ------------ | ------------ | ----------- | ----------- | ------ |
|                | Section française de l'Internationale ouvrière  | 16 197       | 20,18        | 26 403      | 32,68       | 1      |
|                | Parti socialiste unifié                         | 8 933        | 11,13        | Retrait     | Retrait     | 0      |
|                | Fédération de la gauche démocrate et socialiste | 25 130       | 31,31        | 26 403      | 32,68       | 1      |
|                |                                                 |              |              |             |             |        |
|                | app. Union des démocrates pour la Ve République | 23 017       | 28,68        | 15 814      | 19,57       | 0      |
|                | Union des républicains de progrès               | 23 017       | 28,68        | 15 814      | 19,57       | 0      |
|                |                                                 |              |              |             |             |        |
|                | Parti communiste français                       | 22 770       | 28,37        | 18 460      | 22,85       | 0      |
|                | Parti radical (hors FGDS)                       | 9 341        | 11,64        | 20 118      | 24,90       | 1      |
|                |                                                 |              |              |             |             |        |
| Inscrits       | Inscrits                                        | 107 765      | 100,00       | 109 756     | 100,00      | 2      |
| Abstentions    | Abstentions                                     | 26 130       | 24,25        | 27 118      | 24,71       |        |
| Votants        | Votants                                         | 81 635       | 75,75        | 82 638      | 75,29       |        |
| Blancs et nuls | Blancs et nuls                                  | 1 377        | 1,69         | 1 843       | 2,23        |        |
| Exprimés       | Exprimés                                        | 80 258       | 98,31        | 80 795      | 97,77       |        |

### Résultats par circonscription

#### Première circonscription (Guéret)
| Candidat       | Candidat                             | Parti          | Premier tour | Premier tour | Second tour | Second tour |  |
| Candidat       | Candidat                             | Parti          | Voix         | %            | Voix        | %           |  |
| -------------- | ------------------------------------ | -------------- | ------------ | ------------ | ----------- | ----------- |  |
|                | Auguste Tourtaud                     | PCF            | 10 734       | 28,44        | 18 460      | 47,85       |  |
|                | Olivier de Pierrebourg sortant réélu | Radical        | 9 341        | 24,75        | 20 118      | 52,15       |  |
|                | Pierre Ferrand                       | PSU (FGDS)     | 8 933        | 23,67        | Retrait     | Retrait     |  |
|                | Claude Binet                         | app. UD-Ve     | 8 738        | 23,15        | Retrait     | Retrait     |  |
|                |                                      |                |              |              |             |             |  |
| Inscrits       | Inscrits                             | Inscrits       | 50 447       | 100,00       | 50 442      | 100,00      |  |
| Abstentions    | Abstentions                          | Abstentions    | 12 102       | 23,99        | 10 729      | 21,27       |  |
| Votants        | Votants                              | Votants        | 38 345       | 76,01        | 39 713      | 78,73       |  |
| Blancs et nuls | Blancs et nuls                       | Blancs et nuls | 599          | 1,56         | 1 135       | 2,86        |  |
| Exprimés       | Exprimés                             | Exprimés       | 37 746       | 98,44        | 38 578      | 97,14       |  |

#### Deuxième circonscription (Aubusson)
| Candidat       | Candidat                         | Parti          | Premier tour | Premier tour | Second tour | Second tour |  |
| Candidat       | Candidat                         | Parti          | Voix         | %            | Voix        | %           |  |
| -------------- | -------------------------------- | -------------- | ------------ | ------------ | ----------- | ----------- |  |
|                | André Chandernagor sortant réélu | SFIO (FGDS)    | 16 197       | 38,1         | 26 403      | 62,54       |  |
|                | Jean Mazet                       | app. UD-Ve     | 14 279       | 33,59        | 15 814      | 37,46       |  |
|                | Raymond Labrousse                | PCF            | 12 036       | 28,31        | Retrait     | Retrait     |  |
|                |                                  |                |              |              |             |             |  |
| Inscrits       | Inscrits                         | Inscrits       | 57 318       | 100,00       | 59 314      | 100,00      |  |
| Abstentions    | Abstentions                      | Abstentions    | 14 028       | 24,47        | 16 389      | 27,63       |  |
| Votants        | Votants                          | Votants        | 43 290       | 75,53        | 42 925      | 72,37       |  |
| Blancs et nuls | Blancs et nuls                   | Blancs et nuls | 778          | 1,8          | 708         | 1,65        |  |
| Exprimés       | Exprimés                         | Exprimés       | 42 512       | 98,2         | 42 217      | 98,35       |  |